# Kolompos együttes
A Kolompos együttes egy magyar népzenei együttes, akik főként gyermekeknek muzsikálnak. Óvodákban, iskolákban, gyermektáncházakban ismertetik meg a kicsikkel a népzenét, néptáncot és a népszokásokat interaktívan, szórakoztató elemekkel fűszerezve. Nemcsak népzenét játszanak, versmegzenésítésekkel és mesejátékokkal is találkozhat a közönség.

## Története
A zenekar 1988-ban alakult, autentikus magyar népzenét játszanak. 1989-ben elnyerték a Népművészet Ifjú Mestere díjat. Kezdetben táncházi zenekarként, táncegyüttesek kísérőiként zenéltek, majd rövidesen önálló koncertjeiken népszerűsítették a magyar és Kárpát-medencei népzenét Svédországtól Szicíliáig, Kanadától Japánig. 1990 decemberében jelentős fordulat történt a fiatal zenekar életében. Meghívást kaptak egy óvodába táncházat tartani, amiből végül egy zenés-mesélős, játékos-táncos mókázás lett. Néhány hónap múlva elkészült egy egész tanévet átívelő sorozat, melyben a népszokásokat mutatják be a játékos módon rengeteg vidámsággal fűszerezve.
A következő években zenés mesejátékokkal bővítették műsorkínálatukat, így az óvodákat követően iskolákban, művelődési házakban, színházakban és céges rendezvényeken kezdett játszani a zenekar.
Az ezredfordulóra kialakult a csapat mai formája, és innentől szinte minden évben jelent meg új kiadványuk, CD, DVD illetve mesekönyv formában. Ma is arra törekszenek, mint a kezdetekben: megismertetni, megszerettetni a gyerekekkel és szüleikkel a magyar népzenét, néptáncot, régi népszokásokat, melyeket elődeink hagytak ránk örökségül.

## Kolompos családi tábor
2004 óta évente június végén rendezik meg Szerencsen a Kolompos családi tábort. A tánctanítás és móka mellett baba-mama foglalkozás, kézműves-foglalkozás, számháború, diavetítés várja az gyerekeket a festői kisvárosban. A szülőket pedig felnőtt tánctanítással, éjszakai táncházzal, és Tokaji borkóstolással csábítják el a szervezők.

## Kiadványok

### CD-k
- A Pünkösdi királykisasszony (2013)
- Kiskarácsony-nagykarácsony (2009)
- Százszorszépek (2007)
- Vitéz Levente (2006)
- Kolompos és barátaik 1995. (2005)
- Én elmentem a vásárba... (2004)
- Jönnek a huszárok (2003)
- Furulyás Palkó (2002)
- Egyszer egy királyfi (2001)

### DVD-k
- Jönnek a huszárok
- Én elmentem a vásárba...

## Hangszerek
A következő hangszerekkel találkozhatunk a Kolompos műsorokon, melyeket gyakran a gyerekek is kipróbálhatnak: hegedű, brácsa, nagybőgő, cselló, tambura, kiscimbalom, ütőgardon, nagydob, citera, köcsögduda, doromb, koboz, darbuka, nádduda, harmonika, furulya, tilinkó, gitár, kolomp, csengő, kereplő, okarina.

## Az együttes tagjai
- Barna György
- ifj. Timár Sándor
- Végh Gábor
- Nagy Zoltán
- Szántai Levente

## Díjak
- Budapestért díj (2023)[6]